# آرانسی
آرانسی (به فرانسوی: Arrancy) یک کمون در فرانسه است که در ان (ا-دو-فرانس) واقع شده‌است. آرانسی ۵٫۵۷ کیلومتر مربع مساحت دارد ۱۲۰ متر بالاتر از سطح دریا واقع شده‌است.